# Corfe Mullen
Corfe Mullen är en ort och civil parish i Storbritannien.   Den ligger i kommunen Dorset och riksdelen England, i den södra delen av landet, 160 km sydväst om huvudstaden London. Corfe Mullen ligger 50 meter över havet och antalet invånare är 10 147.
Terrängen runt Corfe Mullen är platt. Runt Corfe Mullen är det mycket tätbefolkat, med 1 886 invånare per kvadratkilometer. Närmaste större samhälle är Poole, 6,8 km söder om Corfe Mullen. Omgivningarna runt Corfe Mullen är en mosaik av jordbruksmark och naturlig växtlighet.